# 拉馬湖
拉馬湖是俄羅斯的湖泊，位於諾里爾斯克以東約120公里，由克拉斯諾達爾邊疆區負責管轄，長100公里、寬20公里，海拔高度318平方公里，面積318平方公里，平均水深20米。